# Filippino Lippi
Filippino Lippi (asi 1457 Prato – 18. dubna 1504 Florencie) byl italský renesanční malíř, syn malíře Fra Filippa Lippi. Ve svém raném díle byl velmi ovlivněn otcem a Sandrem Botticellim, kteří ho učili. V jeho pozdějším díle se již objevují prvky manýrismu. Tvořil především fresky, například dokončil dílo v kapli Brancacciů kostela Santa Maria del Carmine, které započal Masaccio. Významnou prací je samostatný cyklus fresek v Carafově kapli při kostele Santa Maria sopra Minerva. Prosadil se také jako portrétista.

## Původ a učení

Mladý Filippino Lippi

Filippino Lippi se narodil roku 1457 v Pratu. Jeho otcem byl malíř Fra Filippo Lippi a matkou jeptiška Lucrezie Butiové. Byl nemanželským dítětem. Malířským dovednostem se začal učit v malířské dílně svého otce ve Spoletu. Jako otcův pomocník se podílel na stavbě a výzdobě tamní katedrály. Po smrti otce v roce 1469 zde Filippino dokončil fresky s námětem Storia della Vergine (Historie Panny Marie).
V roce 1470 ve věku třinácti let se Lippi sám vydal na cestu do Florencie. Byl přijat do dílny Sandra Botticelliho, který byl žákem jeho otce. Již v roce 1472 se nadaný Lippi stal členem florentského malířského cechu svatého Lukáše (Compagnia di San Luca) a spolupracovníkem Botticelliho.

## Dílo

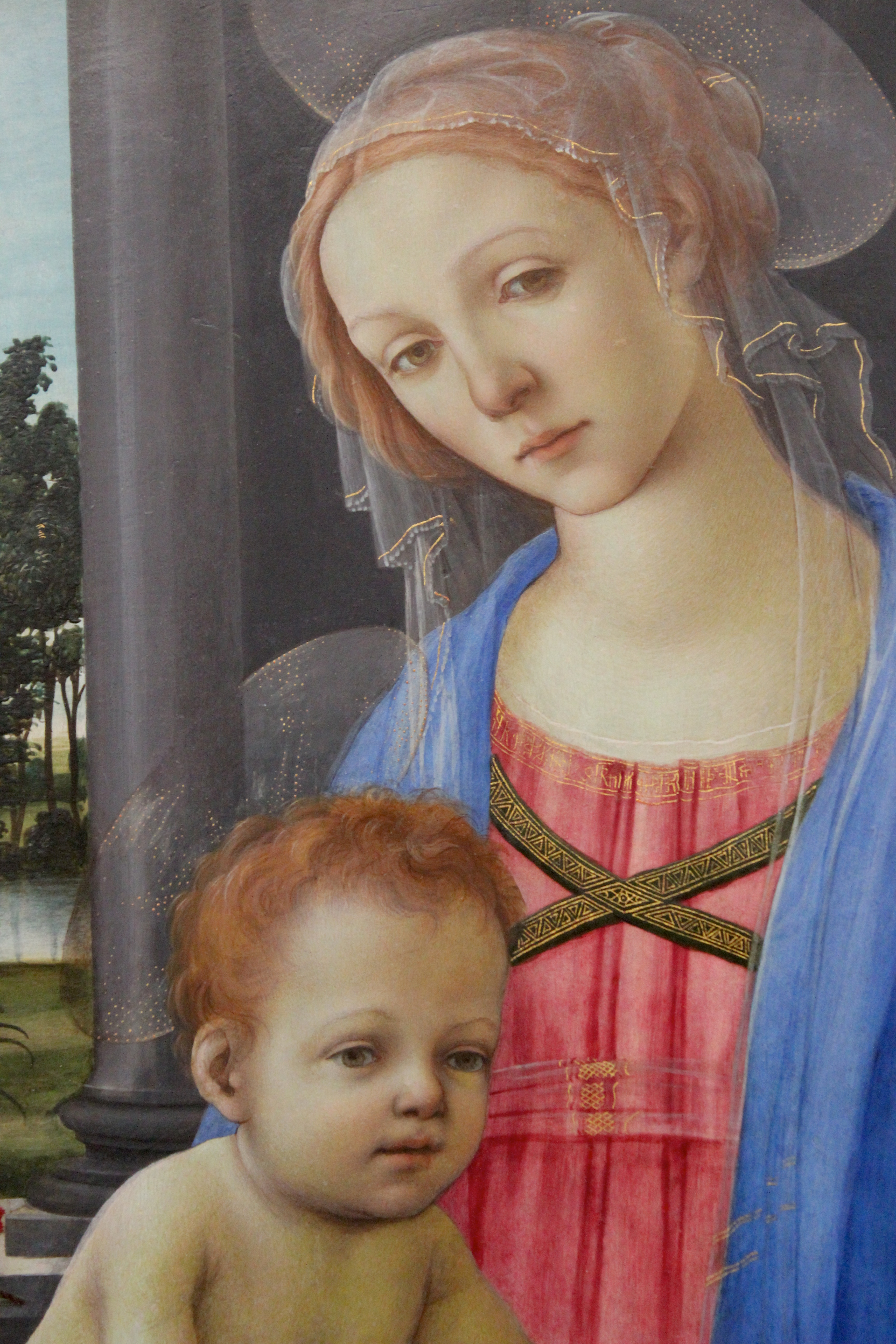
Berlínská Madona

Lippi nebyl tak inovativní jako jeho učitelé, místo vlastní invence se nechával hodně ovlivnit svými předchůdci nebo kolegy. Jeho první práce se velmi podobají Botticelliho dílům, schází jim jen mistrova citlivost a jemnost. Jeho rané práce od roku 1475 byly historiky dokonce připisovány umělci Amico di Sandro, tedy přítel Sandra Botticelliho. Mezi léty 1480 a 1485 se Lippi od vlivu svého učitele osvobodil a vytvořil si vlastní a jedinečný styl. Přivedla ho k tomu častá spolupráce s malíři Peruginem a Ghirlandaiem. Jeho díla jsou často plná dynamických postav a hlubokých pocitů. Proslavil se hlavně freskami nebo obrazy pro kaple, kostely a kláštery. Ke svým freskám často vytvářel mnoho nákresů, podobně jako Leonardo da Vinci.

### Madony
Madony nyní nazývané podle galerií, ve kterých se nacházejí, patří mezi rané práce Filippina Lippiho. Jsou to jeho madony z Berlína, Londýna a Washingtonu nebo slavná Madona na moři v Galleria dell'Accademia ve Florencii.

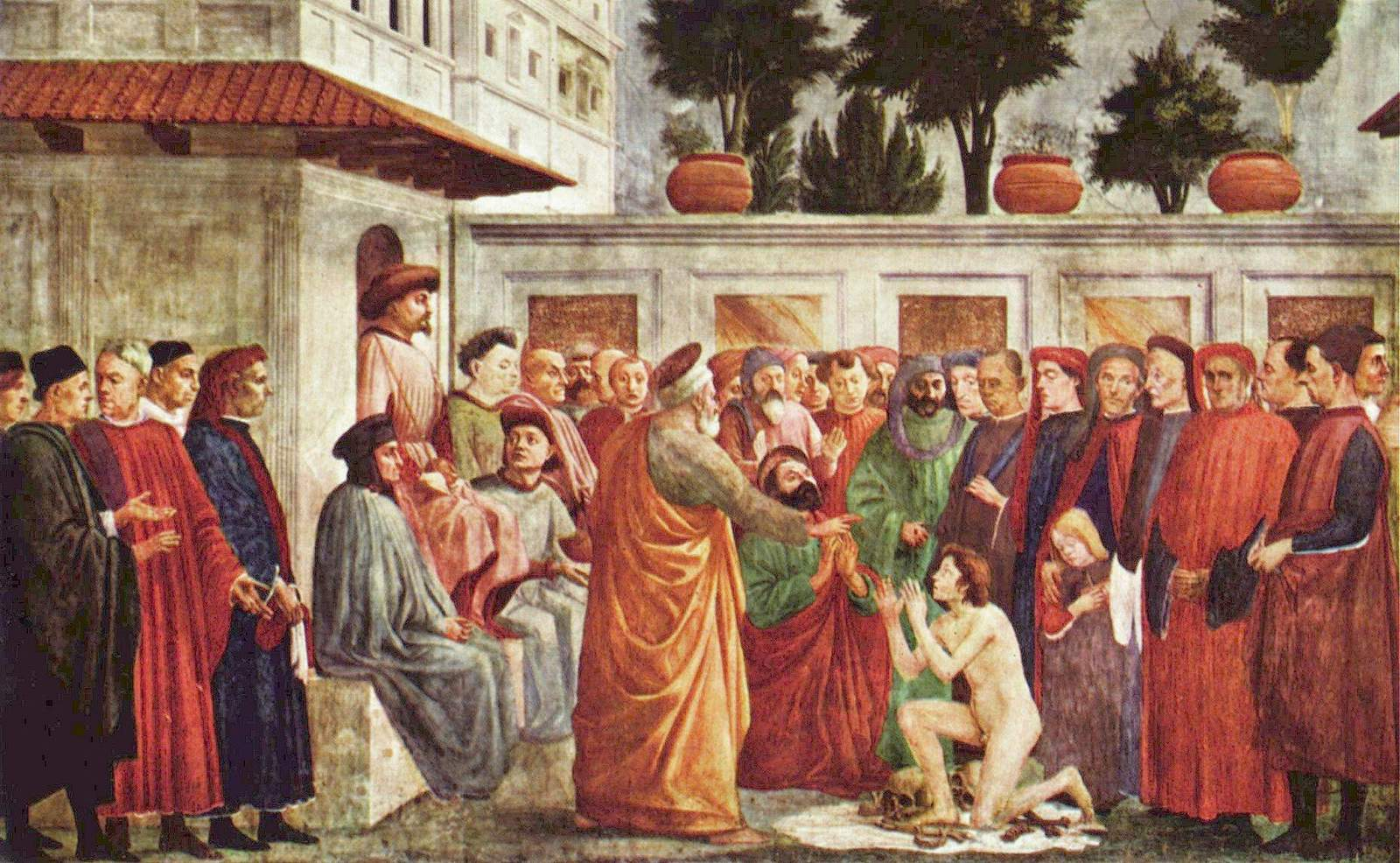
Jedna z fresek z cyklu o životě sv. Petra v kapli Brancacciů, 1484

### Fresky v kapli Brancacciů
Fresky ve florentské kapli Brancacciů byly Lippiho první větší zakázkou od roku 1483 nebo 1484. Měl téměř po padesáti letech dokončit práci malíře Masaccia, který nečekaně zemřel v roce 1428. Dokončil zde sérii příběhů ze života svatého Petra a velmi zdařile obrazy zrestauroval nebo domaloval. Provedl to výborně, neboť bylo jen velmi obtížně rozeznat, kde končí původní malba Masaccia a kde začíná nová malba Lippiho. Tato práce ho proslavila, takže potom neměl o zakázky nouzi.

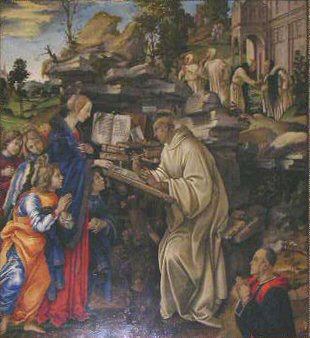
Zjevení Panny Marie sv. Bernardovi, 1480 až 1486, Badia Fiorentina ve Florencii

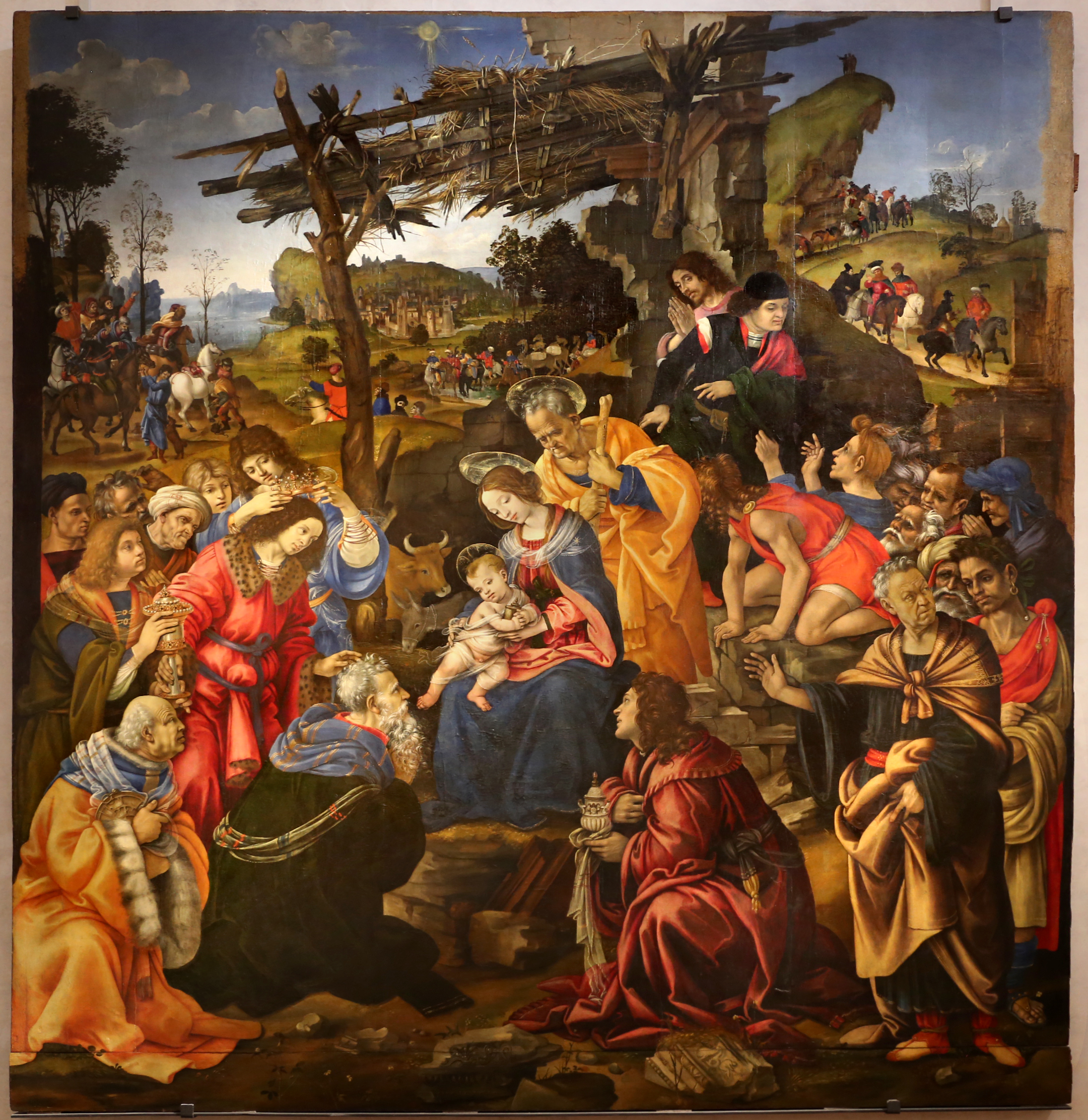
Klanění tří králů, 1496, galerie Uffizi

### Zjevení Panny Marie sv. Bernardovi
Oltářní obraz Zjevení Panny Marie sv. Bernardovi, který je nyní v Badia Fiorentina ve Florencii, byl Lippim namalován v letech 1480 až 1486. Protáhlé postavy na pozadí fantastické krajiny působí až neskutečným dojmem. Jde o jeho nejslavnější dílo a zároveň o jedno z nejpůsobivějších děl renesančního umění vůbec.

### Fresky v kapli Santa Maria Novella
V roce 1487 žádá Filippo Strozzi umělce, aby vyzdobil jeho rodinnou kapli v Santa Maria Novella ve Florencii. Fresky měly zobrazovat příběhy ze života svatého Jana Evangelisty a svatého Filipa. Lippi na nich pracoval v několika etapách a dokončil je až po smrti zadavatele v roce 1503.

### Fresky v kapli Santa Maria sopra Minerva
V roce 1488 byl Lippi na doporučení Lorenza Medičejského zaměstnán kardinálem Oliverem Carafou v Římě. Ten mu zadal výzdobu rodinné kaple v kostele Santa Maria sopra Minerva. Práce trvaly až do roku 1493, neboť Lippi věnoval freskám mnoho času a nechal se inspirovat antickými tématy a motivy. Tyto fresky jsou zcela odlišné od předchozích prací, neboť Lippi se čím dál víc věnuje antickému umění a jejímu studiu.

### Obrazy
- Alegorie (Allegoria)
- Klanění tří králů (Adorazione dei Magi)

## Poslední roky
Po dokončení zakázky pro kardinála Carafu se Lippi vrátil do Florencie, kde pracoval na dalších církevních zakázkách. V letech 1491 až 1494 pracoval na Zjevení Krista Panně Marii, které se nyní nachází v Mnichově, dále na Klanění tří králů z roku 1496 pro kostel San Donato in Scopeto, nyní se nachází v Uffizi. Jeho posledním dílem je nedokončená práce pro kostel Santissima Annunziata ve Florencii.
Lippi zemřel 18. dubna 1504 ve Florencii. Na jeho počest byly v den jeho pohřbu zavřeny všechny florentské malířské dílny a obchody.

## Galerie

Portrét mladého muže, cca 1485, National Gallery of Art
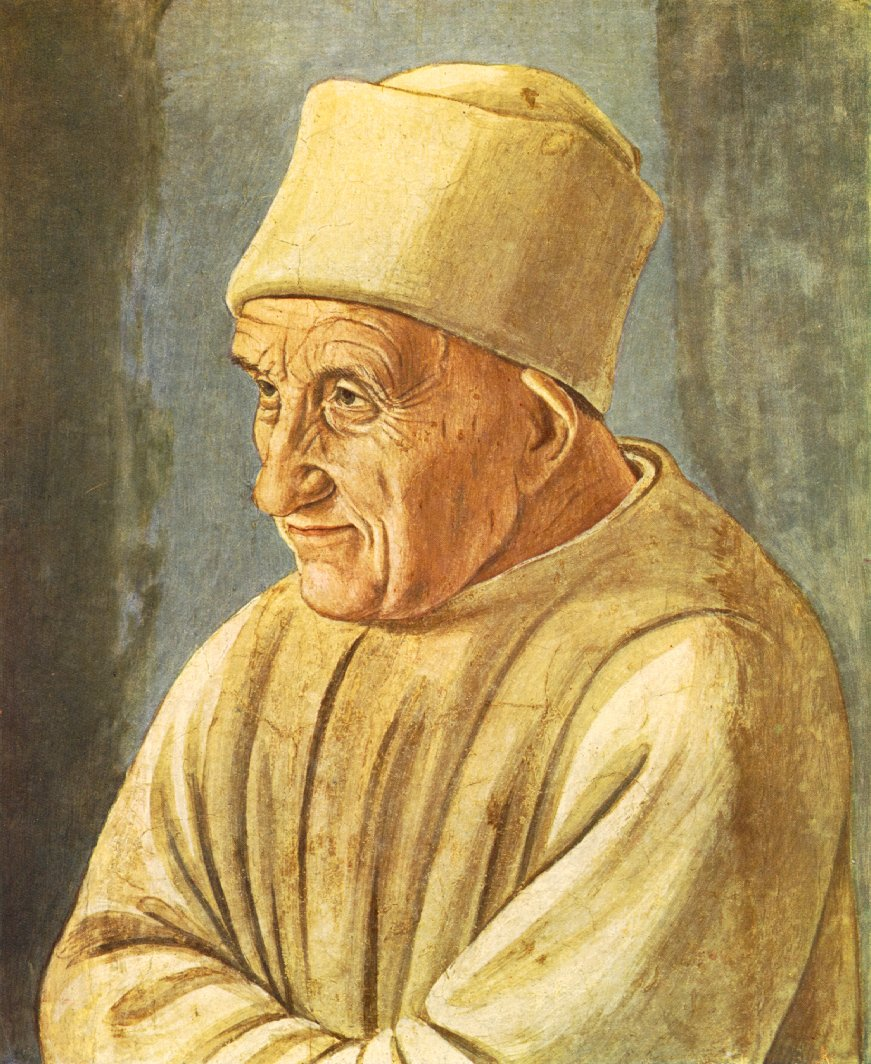
Portrét starého muže, cca 1485, Galleria degli Uffizi
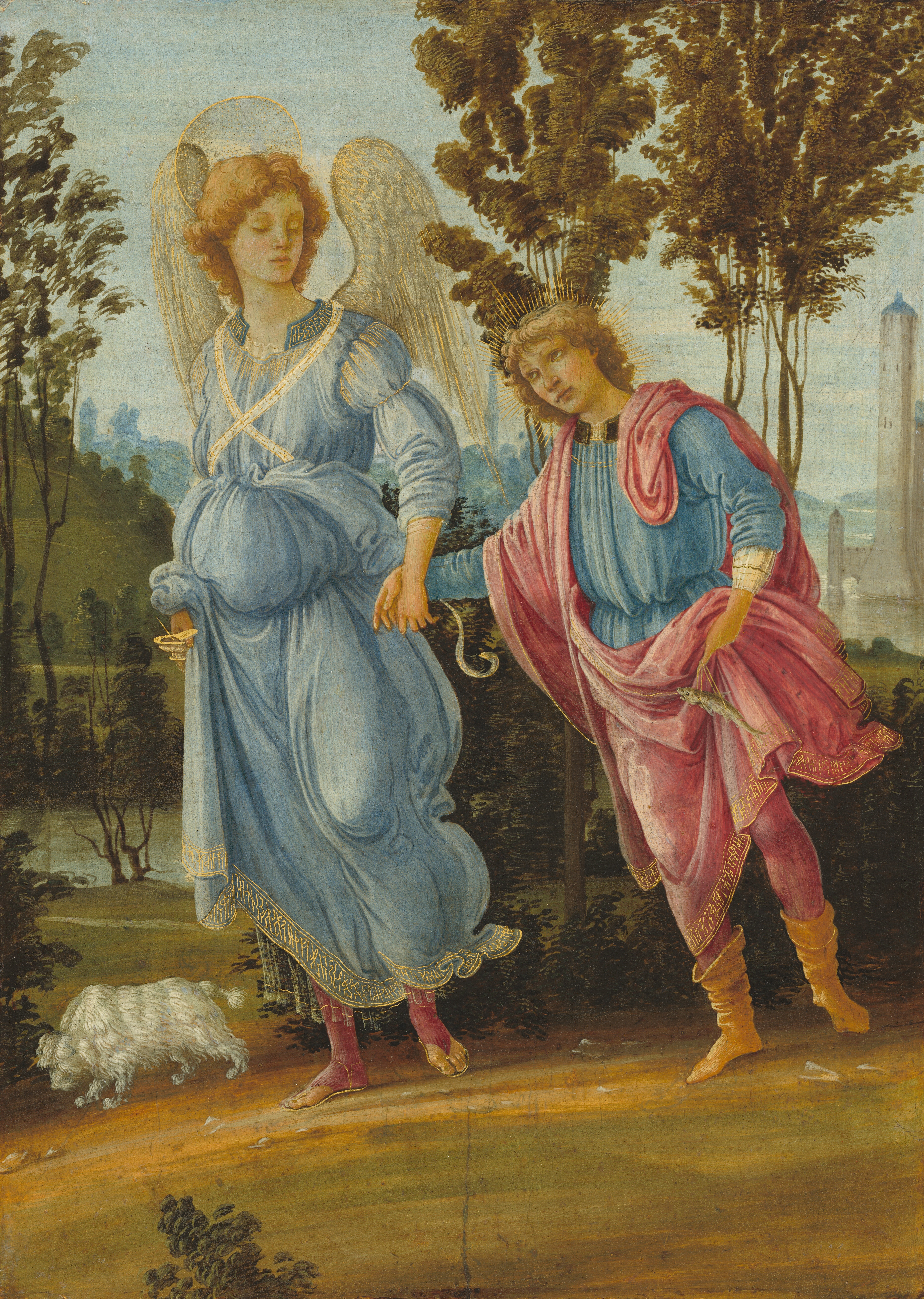
Svatý Tomáš s andělem, cca 1472 až 1482, National Gallery of Art Scan
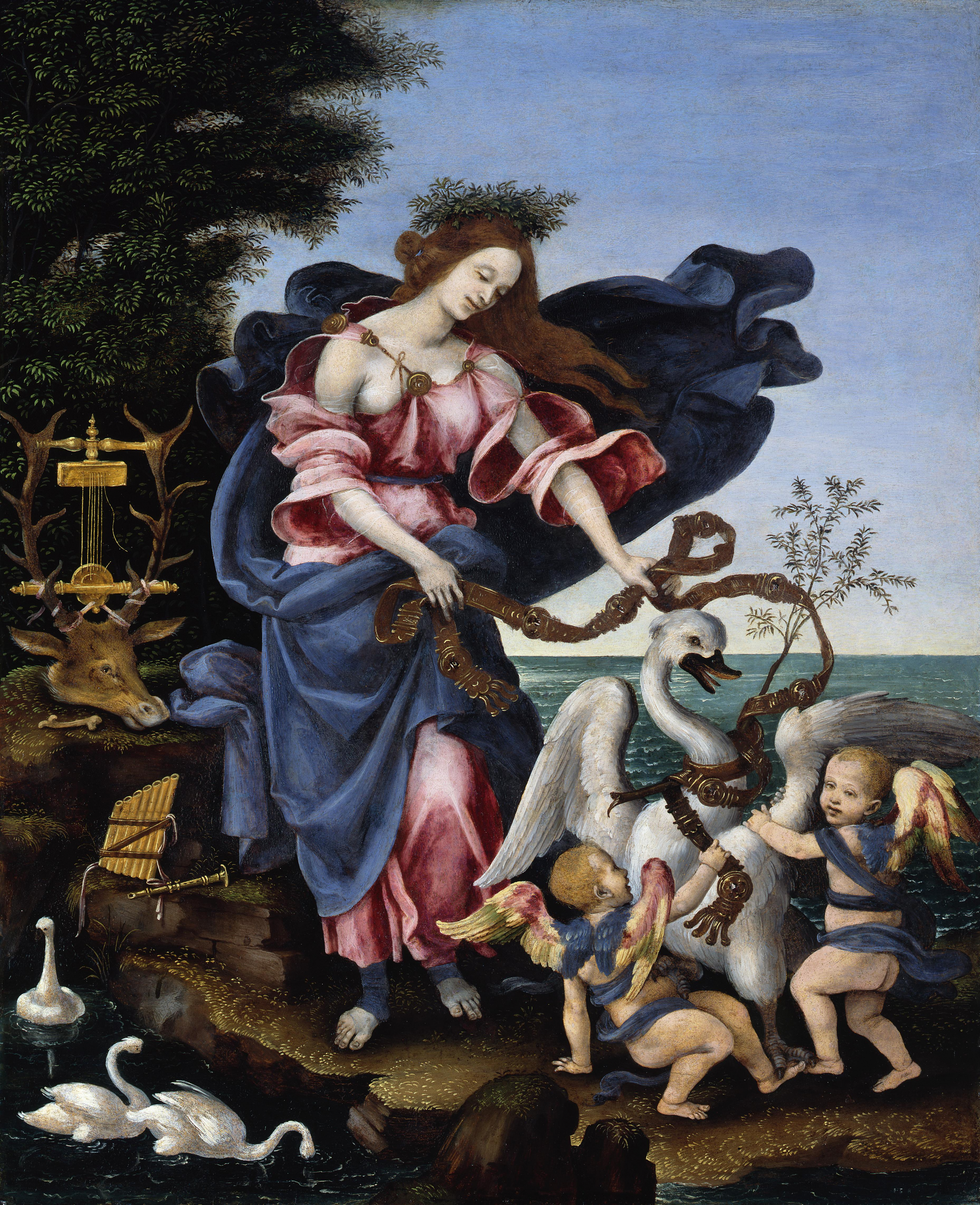
Allegoria della Musica, Alegorie hudby
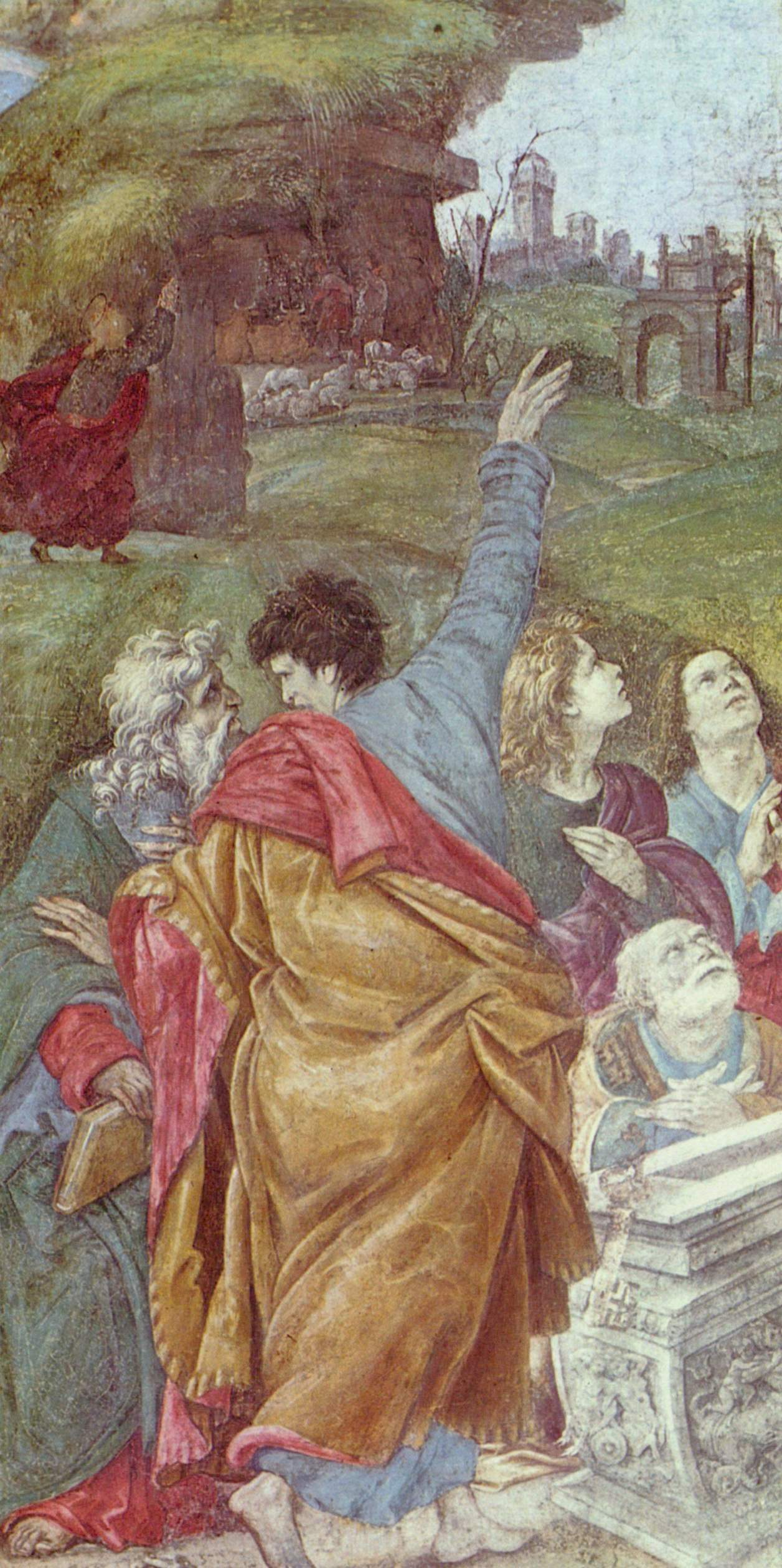
Jedna z fresek v kostele Santa Maria sopra Minerva, 1489
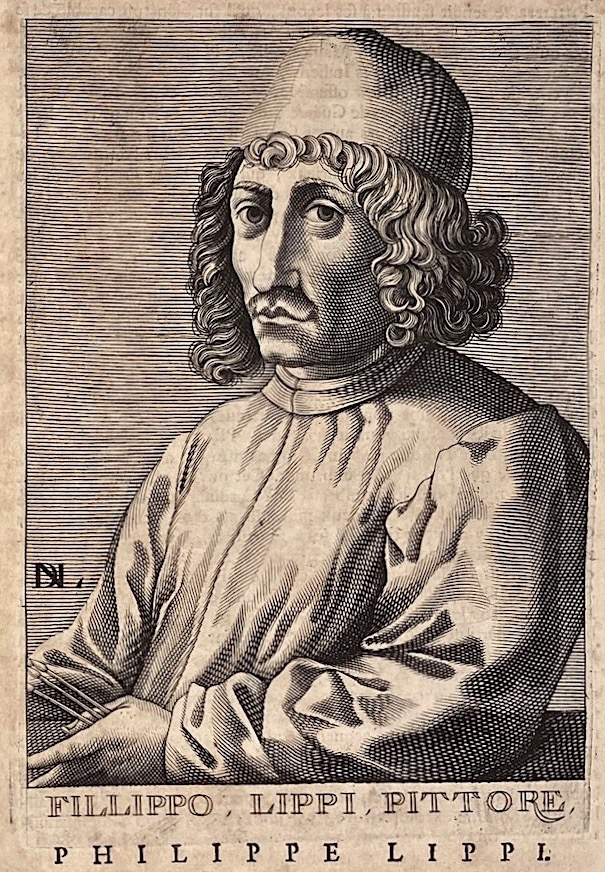
Portrét Filippina Lippiho v knize Académie des Sciences et des Arts, 1682